# Adelencyrtus subapterus
Adelencyrtus subapterus är en stekelart som först beskrevs av Kurdjumov 1912.  Adelencyrtus subapterus ingår i släktet Adelencyrtus och familjen sköldlussteklar. Inga underarter finns listade i Catalogue of Life.